# Поль Бенішу
Поль Бенішу (фр. Paul Bénichou, 19 вересня 1908, Тлемсен — 14 травня 2001, Париж) — французький філолог, історик літератури та культури Нового часу.

## Біографія
З сім'ї сефардів народився в Алжирі. Здобув блискучу освіту — спочатку в паризькому ліцеї Людовіка Великого, потім — в Еколь Нормаль, де вчився разом з такими майбутніми інтелектуалами, як Жан-Поль Сартр, Моріс Мерло-Понті, Раймон Арон. У студентські роки був близьким до сюрреалістів.
У 1942 році втік від німецького знищення євреїв (після свого звільнення з роботи й хиткого існування з сім'єю в Ліоні) до Аргентини, де разом із сім'єю жив у Буенос-Айресі та викладав у створеному Роже Каюа Французькому інституті, познайомився з Борхесом, якого згодом перекладав разом зі своєю дочкою Сільвією Рубо-Бенішу (нар. 1935), зайнявся, серед іншого, історією. Почав публікуватися в 1943 іспанською мовою.
Повернувся до Парижа в 1949 році. У 1949–1958 викладав, як і його згадані вище товариші по Еколь Нормаль, у паризькому ліцеї Кондорсе. Пізніше викладав французьку літературу в Гарвардському університеті (1959–1979).
Член Американської академії мистецтв та наук (1976). Праці Бенішу перекладені багатьма мовами і належать до зразкових.
Похований на цвинтарі Пер-Лашез.
Дочка — Сільві Рубо-Бенішу (дружина письменника Жака Рубо). Небіж — журналіст П'єр Бенішу (нар. 1938).

## Наукові інтереси
Основні праці Бенішу присвячені сучасній (модерній) епосі та, зокрема, особливій ролі письменника, уявлення про яку було сформовано Просвітництвом та зміцнилося зусиллями романтиків. Ерозія цього уявлення з боку «меркантильного» буржуазного суспільства та католицької церкви, що суперничала з літературою за авторитет, породило феномен інтелектуального розчарування, зразки якого Бенішу досліджував на прикладі творчості та біографій Мюссе, Нодьє, Нерваля, Теофіля Готьє, Гюстава Флобера, Шарля Бодлера та Стефана Малларме.

## Ідеї про модерн
Бенішу вважав модерн продуктом релігійного суспільства, яке зіткнулося із занепадом довіри до своїх ідеологічних та релігійних засад. Цей занепад відбувся одночасно і значною мірою як результат зростання віри в сутнісну самодостатність людини, віри в людську автономію, що є характерною рисою Просвітництва. Просвітництво супроводжувалося поширеною надією на відродження еліти, яка могла б допомогти встановити новий, більш справедливий суспільний лад. «Посвята письменника» виникла з цих двох взаємодоповнювальних, хоча й розбіжних тенденцій у період між 1760 та 1789 роками, коли місія письменника, за загальним переконанням, полягала в тому, щоб вести людство до землі обітованої, до нового ладу.
Травматичний досвід Французької революції модифікував цю програму, спричинивши зближення двох тенденцій, які до того часу були розбіжними. З одного боку, світські, антирелігійні тенденції Просвітництва модифікувалися, стаючи більш пристосованими до релігійних уявлень, як це по-різному можна побачити в роботах Жермени де Сталь, Бенжамена Констана, Віктора Кузена, серед інших. З іншого боку, досвід Революції та крах її початкових сподівань сприяв релігійному відродженню, що простежується в працях Шатобріана, Баланша та Ламартіна. Саме цьому «глибокому зближенню», як висловився Бенішу, завдячує поет-мислитель у період розквіту французького романтизму після 1820 року.
Зміни, які описує Бенішу, були спричинені «піднесенням інтелектуального корпусу, що набув нового престижу і нового соціального складу», «корпусу», який після революції перетворився на «духовний авторитет» (The Consecration of the Writer, p. 339). У творчості Бенішу «духовний авторитет» є ключовим поняттям, хоча він ніколи не дає йому стислого визначення. Однак з усього тексту Бенішу випливає бачення людства з глибоко вкоріненою потребою як у вірі, так і в соціальній доктрині легітимації, здатній заручитися підтримкою суспільства в цілому. У Франції цю роль традиційно виконувала Римо-католицька церква, але «нова духовна сила народилася у XVIII столітті з немилості старої церкви» (там само, с. 331). Саме піднесення цієї «філософської віри» (яку Бенішу також називає «вірою вісімнадцятого століття», «сучасною вірою», «новою вірою», «філософським гуманізмом» і «світською вірою») поклало початок кризі модерну.

## Основні публікації

### Праці французькою
- Morales du Grand Siècle (1948, багаторазово перевидавалася)
- L'écrivain et ses travaux (1967, премія Еміля Фаге, що присуджується Французькою Академією)
- Creación poética en el romancero tradicional (1968, на ісп. яз.)
- Nerval et la chanson folklorique (1970)
- Le Sacre de l'écrivain 1750—1830 (1973)
- Le Temps des prophètes: Doctrines de l'âge romantique (1977)
- Les Mages romantiques (1988)
- L'École du désenchantement: Sainte-Beuve, Nodier, Musset, Nerval, Gautier (1992)
- Selon Mallarmé (1995)
- Varietés critiques de Corneille à Borges (1996)
- Romantismes français I—II (2004 ; перевидання 4-х монографій про романтизм 1973—1992)

### Праці іспанською
- El tiempo de los profetas: Doctrinas de la época romántica, México, Fondo de Cultura Económica, 1984[3]
- La coronación del escritor 1750—1830. Ensayos sobre el advenimiento de un poder espiritual laico en la Francia moderna, México, Fondo de Cultura Económica, 1981[4]
- Romances judeo-españoles de Marruecos, Buenos-Aires, Instituto de Filología, 1946[5]
- Creación poética en el romancero tradicional, Madrid, Gredos, 1968[6]